# Eneopteroides flavifrons
Eneopteroides flavifrons är en insektsart som beskrevs av Lucien Chopard 1956. Eneopteroides flavifrons ingår i släktet Eneopteroides och familjen syrsor. Inga underarter finns listade i Catalogue of Life.